# تپه گرد چله گاه
تپه گرد چله گاه مربوط به دوران پیش از تاریخ ایران باستان است و در شهرستان لردگان و روستای چله گاه واقع شده است. این اثر در تاریخ ۲۴ فروردین ۱۳۸۲ با شمارهٔ ثبت ۸۲۴۵ به‌عنوان یکی از آثار ملی ایران به ثبت رسیده است.